# Heracles in het seizoen 1970/71
Het seizoen 1970/1971 was het 17e jaar in het bestaan van de Almelose voetbalclub Heracles. De club kwam uit in de Nederlandse Eerste divisie en eindigde daarin op de zesde plaats. Tevens deed de club mee aan het toernooi om de KNVB beker, hierin werd in de tweede ronde verloren van Ajax (0–3).

## Wedstrijdstatistieken

### Eerste divisie
|       | Blauw-Wit | FC Den Bosch '67 | SC Cambuur | D.F.C | Fortuna SC | De Graafschap | GVAV  | Heerenveen | Helmond Sport | HVC   | SVV   | Veendam | Vitesse | Wageningen | Willem II |
| ----- | --------- | ---------------- | ---------- | ----- | ---------- | ------------- | ----- | ---------- | ------------- | ----- | ----- | ------- | ------- | ---------- | --------- |
| Thuis | 1 – 1     | 1 – 1            | 0 – 0      | 3 – 0 | 0 – 2      | 2 – 1         | 1 – 1 | 3 – 1      | 1 – 0         | 0 – 1 | 1 – 0 | 1 – 1   | 6 – 2   | 0 – 1      | 1 – 1     |
| Uit   | 2 – 1     | 0 – 0            | 1 – 0      | 1 – 0 | 1 – 1      | 1 – 2         | 2 – 0 | 2 – 2      | 2 – 2         | 2 – 5 | 1 – 1 | 2 – 3   | 6 – 0   | 3 – 0      | 1 – 4     |

### KNVB beker
| 1e ronde                                     | Volendam          | 1 – 2 (1 – 2) | Heracles                                              |
| 15 augustus 1970 Plaats: Almelo Bornsestraat | Meeuwis Majoor 6' |               | 21' Guus Hoevenberg 28' Joop Leidekker                |
| 2e ronde                                     | Heracles          | 0 – 3 (0 – 2) | Ajax                                                  |
| 8 november 1970 Plaats: Almelo Bornsestraat  |                   |               | 3' Johan Neeskens 30' Johan Cruijff 74' Dick van Dijk |

## Statistieken Heracles 1970/1971

### Eindstand Heracles in de Nederlandse Eerste divisie 1970 / 1971
| Stand | Gespeeld | Gewonnen | Gelijk | Verloren | Punten | Doelpunten voor | Doelpunten tegen |
| ----- | -------- | -------- | ------ | -------- | ------ | --------------- | ---------------- |
| 6e    | 30       | 10       | 11     | 9        | 31     | 42              | 40               |

### Topscorers
| #                 | Naam            | Goal |
| ----------------- | --------------- | ---- |
| 1.                | Joop Leidekker  | 10   |
| 2.                | Guus Hoevenberg | 9    |
| 2.                | Hans Roordink   | 9    |
| 4.                | André Hulshorst | 8    |
| 5.                | Jan Veneberg    | 2    |
| 6.                | Jan Bronkers    | 1    |
| 6.                | Warry Grobben   | 1    |
| 6.                | Herman Morsink  | 1    |
| Onbekend doelpunt |                 |      |
| –                 | Onbekend        | 1    |
| Totaal            | Totaal          | 42   |

| #      | Naam            | Goal |
| ------ | --------------- | ---- |
| 1.     | Guus Hoevenberg | 1    |
| 1.     | Joop Leidekker  | 1    |
| Totaal | Totaal          | 2    |